# خانه حسین پاکیاری
خانه حسین پاکیاری مربوط به دوره قاجار است و در شیراز، خیابان قاآنی ـ کوچه کدخدا ـ پلاک ۶۵ واقع شده و این اثر در تاریخ ۱۸ مهر ۱۳۵۶ با شمارهٔ ثبت ۱۴۹۷ به‌عنوان یکی از آثار ملی ایران به ثبت رسیده است.